# تشانغ بن
تشانغ بن (بالصينية: 张滨) هو فارس ‏ صيني، ولد في 5 فبراير 1973.

## وصلات خارجية
- تشانغ بن على موقع أوليمبيديا (الإنجليزية)
- تشانغ بن على موقع اللجنة الأولمبية الصينية (الإنجليزية)